# 藍長吻鰩
藍長吻鰩（學名：Dipturus batis），為軟骨魚綱鰩目鰩科長吻鰩屬的一種，被IUCN列為極危保育類動物，分布於東北大西洋，從冰島至不列顛群島，包括地中海和北非海域，深度100至1000公尺，該物種首次被正式描述為Raja batis，是在1758年由卡爾·林奈出版的《自然系統》第10版中，其模式產地為歐洲海域，地點為英格蘭和萊斯博斯島。1810年，康斯坦丁·塞繆爾·拉菲內斯克將鰩魚亞屬命名為Dipturus，其中R. batis是其唯一的種。本魚吻部長而尖，兩眼前長為兩眼間距離的2.5-4倍，體盤寬菱形，外角銳角，幼魚的上表面和下表面光滑無刺，尾部有一排12-18根刺，40-56排牙齒，上表面橄欖灰色或棕色，帶有可變的亮斑圖案，下表面灰白色至藍灰色，體長可達285公分，體重可達113公斤，壽命可達51年，棲息在大陸棚及大陸坡海域，為底棲性魚類，肉食性，以硬骨魚為食，卵生，在春天交配，而且雌魚在夏天期間產卵，卵囊呈長方形且具硬角質角，幼魚可能傾向跟隨大的個體，可做為食用魚。